# Samuel Blais (musicien)
Pour les articles homonymes, voir Samuel Blais.
Samuel Blais est un saxophoniste, compositeur et pédagogue canadien, établi à Montréal, Québec.

## Biographie
Samuel Blais a commencé ses études musicales au Conservatoire de musique de Montréal. Il a ensuite obtenu un Baccalauréat en jazz à l'Université McGill, suivi d'une Maîtrise à la Manhattan School of Music. Pendant ses études à New York, il partage la scène avec Greg Osby, Larry Grenadier, Jamie Baum, Ari Hoenig et Phil Woods.
De retour au Québec, il enseigne le saxophone classique et jazz au Cégep de Joliette depuis 2013. En tant que soliste, Il a notamment enregistré avec Dave Liebman, Donny McCaslin et David Binney.
Il fait partie de l'Orchestre national de jazz de Montréal. Il a notamment fait partie du Jazzlab Orchestra Montréal.

## Distinctions
- Nommé Révélation Jazz Radio-Canada 2011-2012[7] ;
- Récipiendaire du Prix Opus de l’Album jazz de l’année en 2011 pour New Angle[8] ;
- Récipiendaire du Prix Opus de l’Album jazz de l’année en 2019 pour Equilibrium[9],[10].